# Потехин, Владимир Фёдорович
Владимир Фёдорович Потехин (3 июля 1922, Москва — 7 сентября 2006) — советский и российский военнослужащий, генерал-лейтенант.

## Биография
Родился в рабочей семье столяра и прачки. Отец, воевавший в Гражданскую войну за красных, не за долго перед рождением сына вернулся из польского плена. В 1930 году отец умер от туберкулёза.
Участник Великой Отечественной войны.
В 1952 году окончил Артиллерийскую академию имени Дзержинского.
Начальник штаба Новосибирского и Дальневосточного округов.
Кандидат наук, работал старшим преподавателем в Академии генерального штаба, был председателем совета ветеранов.

Могила на Ваганьковском кладбище

Похоронен на Ваганьковском кладбище.